# 잭 우즈
잭 우즈(Zach Woods, 1984년 9월 25일 ~ )는 미국의 배우, 작가, 제작자, 감독이다.

## 출연 작품

### 영화
- 인 더 루프 (2009)
- 스탠바이 캅 (2010)
- 히트 (2013)
- 스파이 (2015)
- 고스트버스터즈 (2016)
- 레고 닌자고 무비 (2017) - 제인 역 (애니메이션)
- 더 포스트 (2017) - 앤서니 에세이 역
- 다운힐 (2020)

### 텔레비전
- 오피스 (2010-13) - 게이브 역
- 부통령이 필요해 (2013-14)
- 실리콘 밸리 (2014-19)